# Randolph Powell
Pour les articles homonymes, voir Powell.
Randolph Powell, souvent crédité sous le nom Randy Powell, est un acteur américain né le 14 avril 1950 à Iowa City (États-Unis).
Il est principalement connu pour avoir joué dans L'Âge de cristal et dans Dallas.

## Filmographie

### Cinéma
- 1982 : American Class : Jeff Barnes
- 1982 : Le Camion de la mort (Warlords of the 21st Century) : Judd
- 1981 : The Incredible Shrinking Woman : le voisin

### Télévision
- 1984: Riptide saison 2 épisode 4 "Mirage": Pierre Mylan
- 1982 : Le Grand Frère (Father Murphy) : Warren Collier (1 épisode)
- 1981 : Darkroom : Phil Ames (1 épisode)
- 1981 : La croisière s'amuse (The Love Boat) : Mike Lucus (1 épisode)
- 1981 : L'Île fantastique (Fantasy Island) : R.J. Scoggins (1 épisode)
- 1979 - 1980 : Dallas : Alan Beam (18 épisodes)
- 1979 : Concrete Cowboys : Lonnie Grimes (1 épisode)
- 1979 : Before and After : Les
- 1979 : Doctors' Private Lives : Rick Calder
- 1979 : Kaz (1 épisode)
- 1978 : David Cassidy - Man Undercover : Matthews (1 épisode)
- 1978 : Vegas (Vega$) : Jim Smalley (1 épisode
- 1978 : Desperate Women : Terry
- 1978 : The Eddie Capra Mysteries : Calvin (1 épisode)
- 1978 : The Amazing Spider-Man (The Amazing Spider-Man)" : Craig (1 épisode)
- 1978 : Doctors' Private Lives : Docteur Rick Calder
- 1978 : Huit, ça suffit ! (Eight is Enough)
- 1977 - 1978 : L'âge de cristal (Logan's Run) : Francis (10 épisodes)
- 1975 - 1977 : Barnaby Jones : l'agent de réservation/Steve Bender (2 épisodes)
- 1976 : Un shérif à New York (McCloud) : un officier (1 épisode)
- 1976 : Laverne et Shirley (Laverne & Shirley) : un docteur (1 épisode)
- 1975 - 1976 : Harry O : un docteur et un interne (2 épisodes)
- 1975 : Joe Forrester (1 épisode)
- 1975 : Cannon : Grant (1 épisode)
- 1975 : The Lives of Jenny Dolan
- 1974 : Les Rues de San Francisco (The Streets of San Francisco) : un docteur (1 épisode)